# Euxoa detersa
Euxoa detersa là một loài bướm đêm thuộc họ Noctuidae. Nó được tìm thấy ở Newfoundland tới North Carolina, phía tây đến Nebraska, phía bắc đến Alberta và Northwest Territories.
Sải cánh dài 30–35 mm. Con trưởng thành bay từ tháng 7 đến tháng 10. Có một lứa một năm.
Ấu trùng ăn corn, nhiều loại cỏ, nhiều loại câty vườn.
Ấu trùng đào một lỗ dưới đất và ăn các phần dưới đất của cây chủ. Chúng được xem là loài gây hại cho nhiều loài cây trồng trên đất cát.

## Hình ảnh

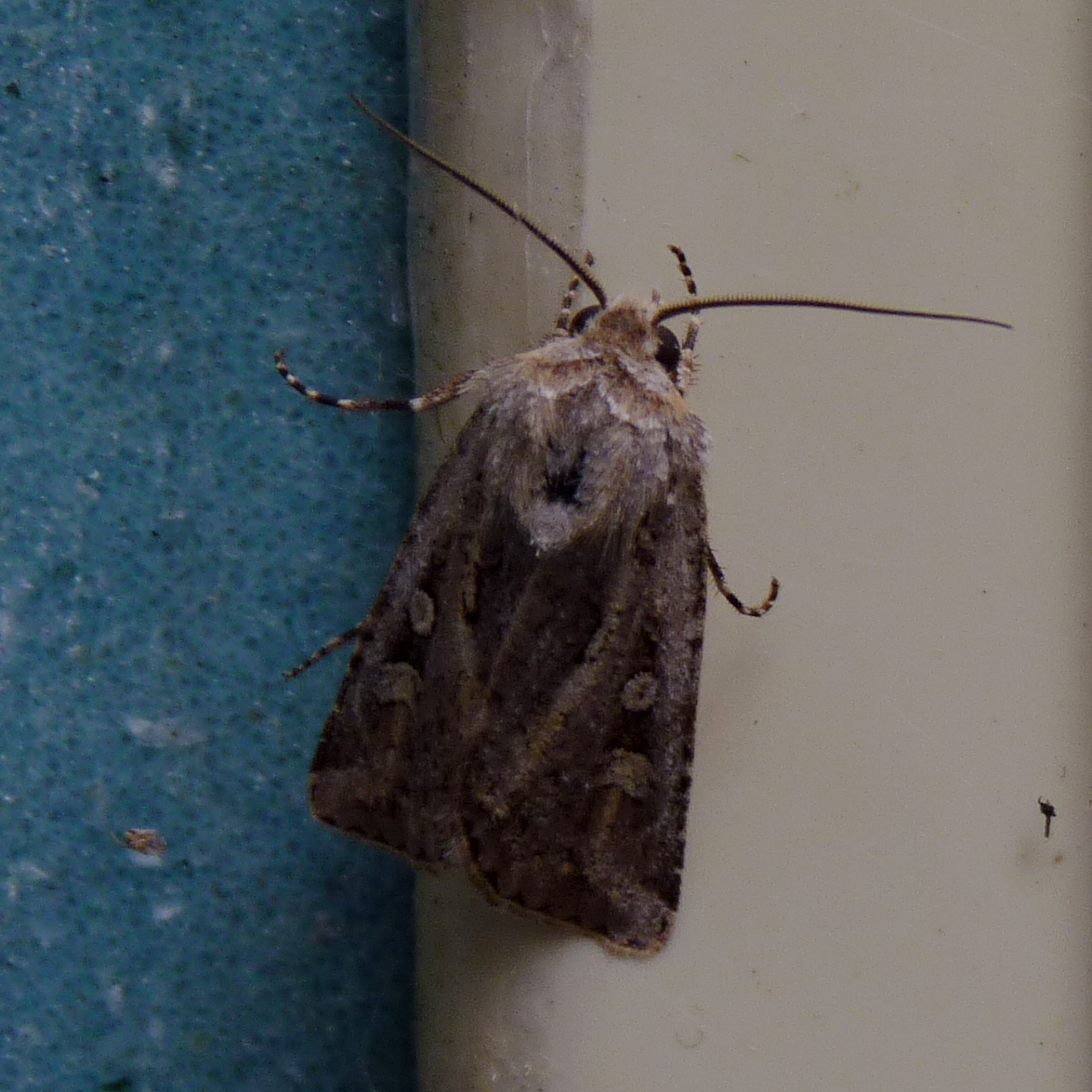

## Phụ loài
- Euxoa detersa detersa
- Euxoa detersa personata (Illinois)